# Xã Lisle, Quận DuPage, Illinois
Xã Lisle (tiếng Anh: Lisle Township) là một xã thuộc quận DuPage, tiểu bang Illinois, Hoa Kỳ. Năm 2010, dân số của xã này là 116.268 người.